# Cyperus pedunculosus
Cyperus pedunculosus är en halvgräsart som beskrevs av Ferdinand von Mueller. Cyperus pedunculosus ingår i släktet papyrusar, och familjen halvgräs. Inga underarter finns listade i Catalogue of Life.